# DreamLights
DreamLights ou Tokyo Disneyland Electrical Parade: DreamLights est une parade nocturne du parc Tokyo Disneyland. Elle remplace depuis 2001 la parade Fantillusion déménagée au Parc Disneyland, mais qui n'a débutée en France qu'en 2003. Il s'agit d'une version remaniée de la célèbre Main Street Electrical Parade.

## Le spectacle

### Tokyo Disneyland
- Représentations : 1er juin 2001[1] à aujourd'hui
- Partenaire : Nihon Unisys, Ltd.
- Attractions précédentes :
  - Tokyo Disneyland Electrical Parade 9 mars 1985 au 21 juin 1995
  - Fantillusion 21 juillet 1995 au 15 mai 2001

#### Les chars
- Ouverture
  - La Fée Bleue
  - Chevaliers de Lumière
  - Le train de lumière de Mickey
- Alice au pays des Merveilles
  - Alice et le Chat de Cheshire
  - Lady Bag
  - Inchworm
  - M. Escargot
  - Mme Escargot
- Peter Pan
  - Le bateau du Capitaine Crochet
- Blanche-Neige et les Sept Nains
  - Blanche-Neige
  - Les sept nains
- Peter et Elliott le dragon
- Winnie l'ourson et ses amis
- Toy Story
  - Woody's Round-up
  - Buzz l'Éclair
- La Belle et la Bête
  - Be Our Guest
  - Beauty and the Beast
- 1 001 Pattes
  - Le train du cirque
  - Flik & Atta
- Cygnes
- Cendrillon
  - La Bonne Marraine
  - Le Carrosse de Cendrillon
  - La Tour de l'horloge
  - Le bal du prince
- Final It's a Small World
  - Le bateau de la bande à Picsou
  - L'avion de Tic et Tac
  - La Lune
  - Le Soleil
- Logo du partenaire